# ミラバル姉妹
ミラバル姉妹（ミラバルしまい）は、ドミニカ共和国に生まれ、1950年代にラファエル・トルヒーヨの独裁政権に反対した活動家。
- 長女：パトリア・メルセデス・ミラバル（Patria Mercedes Mirabal, 1924年2月27日 – 1960年11月25日）
- 次女：ベルヒカ・アデラ・「デデ」・ミラバル＝レジェス（Bélgica Adela "Dedé" Mirabal-Reyes, 1925年2月29日 - 2014年2月1日）
- 三女：ミネルバ・アルヘンティーナ・ミラバル（Minerva Argentina Mirabal, 1926年3月12日 – 1960年11月25日）
- 四女：アントニア・マリア・テレサ・ミラバル（Antonia María Teresa Mirabal, 1935年10月15日 – 1960年11月25日）

反対運動に積極的に参加したのは主にパトリア・ミネルバ・アントニアの3人で、ベルヒカは反独裁政権運動にあまり関わっていなかった。

## プロフィール
ミラバル姉妹はドミニカの上流層に生まれ、文化的に恵まれた環境で育った。長じては全員が結婚して子供を持った。ミラバル姉妹の父親は成功した事業者であったが、トルヒーヨ政権下で財産のほとんどを失うこととなり、姉妹はトルヒーヨがドミニカ共和国を経済混乱に陥らせていると考えるようになる。中でもミネルバはおじからの影響を強く受け、トルヒーヨの独裁を終わらせることに情熱を燃やすようになり、反トルヒーヨ運動に身を投じた。
その後、他の姉妹が彼女の後を追い、「六月十四日運動」として知られる反トルヒーヨ政権グループを形成するに至る。グループ内で彼女達はLas Mariposas（スペイン語で「蝶」の意）と呼ばれた。姉妹のうち2人は幾度も投獄され、拷問を受けた。また、3人の夫全員がラ・ビクトリアに収監された。
このような運動の後退にも屈せず、姉妹はトルヒーヨの独裁政権と戦い続けた。投獄を何度も続けた後、トルヒーヨは姉妹を葬り去ることを決定する。1960年11月25日、姉妹が獄中の夫を訪ねた帰り道に、トルヒーヨの支持者の男性が彼女達を捕らえた。非武装の姉妹はサトウキビ畑に連れ込まれ、殴打の後、絞殺された。その後、彼女達の乗っていた車は、サンティアゴとプエルト・プラタの間にあるラ・クンブレの山から投げ落とされた。
トルヒーヨは、姉妹達を葬ったことで重大な懸案を取り除いたと考えていた。しかし、3姉妹の殺害は裏目に出た。ミラバル姉妹の死は大衆の大きな怒りを招き、その結果、彼女達の死の理由について、ドミニカ共和国の人々の目を集めることとなったのだ。このような大衆の意識の変化が、6ヶ月後のトルヒーヨ暗殺の一つのきっかけになったと考えられている。
ミラバル姉妹はサルセド近郊のオホ・デ・アグアの、彼女達が晩年の10ヶ月を過ごした土地に3人ともに埋葬されている。またミネルバの夫、マノロも彼女達とともにこの地に眠る。この土地には彼女達の実家が建っており、現在では彼女達を記念する博物館として一般に公開されている。
姉妹の生き残りであったデデは博物館のそばに住んだ。
デデの息子ハイメ・ダビド・フェルナンデス・ミラバルは、ドミニカ共和国大統領レオネル・フェルナンデスの政権一期目（1996年 - 2000年）に副大統領を務めた。ミネルバの長女ミノウ・タバレス・ミラバルは、1998年から上院議員を務める。

## 女性に対する暴力廃絶のための国際デー
1999年12月17日に、国際連合は国連総会にてミラバル姉妹の暗殺された日である11月25日を「女性に対する暴力撤廃の国際デー」として採択した。

## 姉妹を題材にした作品
1995年、ドミニカ系アメリカ人作家のフリア・アルバレスは、ミラバル姉妹の人生をもととした小説『蝶たちの時代』〈作品社〉（原題は『In the Time of the Butterflies』）を発表した。小説は2001年に映画化され、サルマ・ハエック（ミネルバ役）、エドワード・ジェームズ・オルモス（トルヒーヨ役）、マーク・アンソニー等が出演した。